# Aristolochia hians
Aristolochia hians är en piprankeväxtart som beskrevs av Carl Ludwig von Willdenow. Aristolochia hians ingår i släktet piprankor, och familjen piprankeväxter. Inga underarter finns listade i Catalogue of Life.